# Under the Skin (phim 2013)
Under the Skin là một bộ phim khoa học viễn tưởng năm 2013 của đạo diễn Jonathan Glazer với kịch bản của Glazer và Walter Campbell. Bộ phim dựa trên cuốn tiểu thuyết cùng tên năm 2000 của Michel Faber.